# قلنبه‌قارچ چسبناک
قلنبه‌قارچ چسبناک (نام علمی: Suillus viscidus) نام یک گونه از سرده کلاه‌چسبی‌ها است.